# José Pedro Varela
|  | No s'ha de confondre amb Pedro Varela Olivera. |

José Pedro Varela (Montevideo, 19 de març de 1845 - ibídem, 24 d'octubre de 1879) va ser un escriptor, sociòleg, periodista i polític uruguaià.

## Biografia
Durant el govern de Lorenzo Latorre, el 1876, Varela va ocupar el càrrec de director d'Instrucció Pública i va presentar un projecte de llei per tal que l'Uruguai tingués una educació pública, laica i obligatòria, i per assolir aquest objectiu va crear dues de les institucions necessàries. Aquest projecte es va dur a terme amb la llei del 24 d'agost de 1877 (Decret Llei d'Ensenyament Comú). Aquest treball va rebre el nom de, i és sovint conegut com, la Reforma Vareliana.
Va morir el 1879 a conseqüència de la tuberculosi, una malaltia molt freqüent de l'època. Al barri de Pocitos, a Montevideo, hi ha una plaça i una estàtua en memòria seva. A més, el poble de José Pedro Varela, al departament de Lavalleja, rep el seu nom, així com el Museu Pedagògic José Pedro Varela de Montevideo.